# 多姆山省公路网

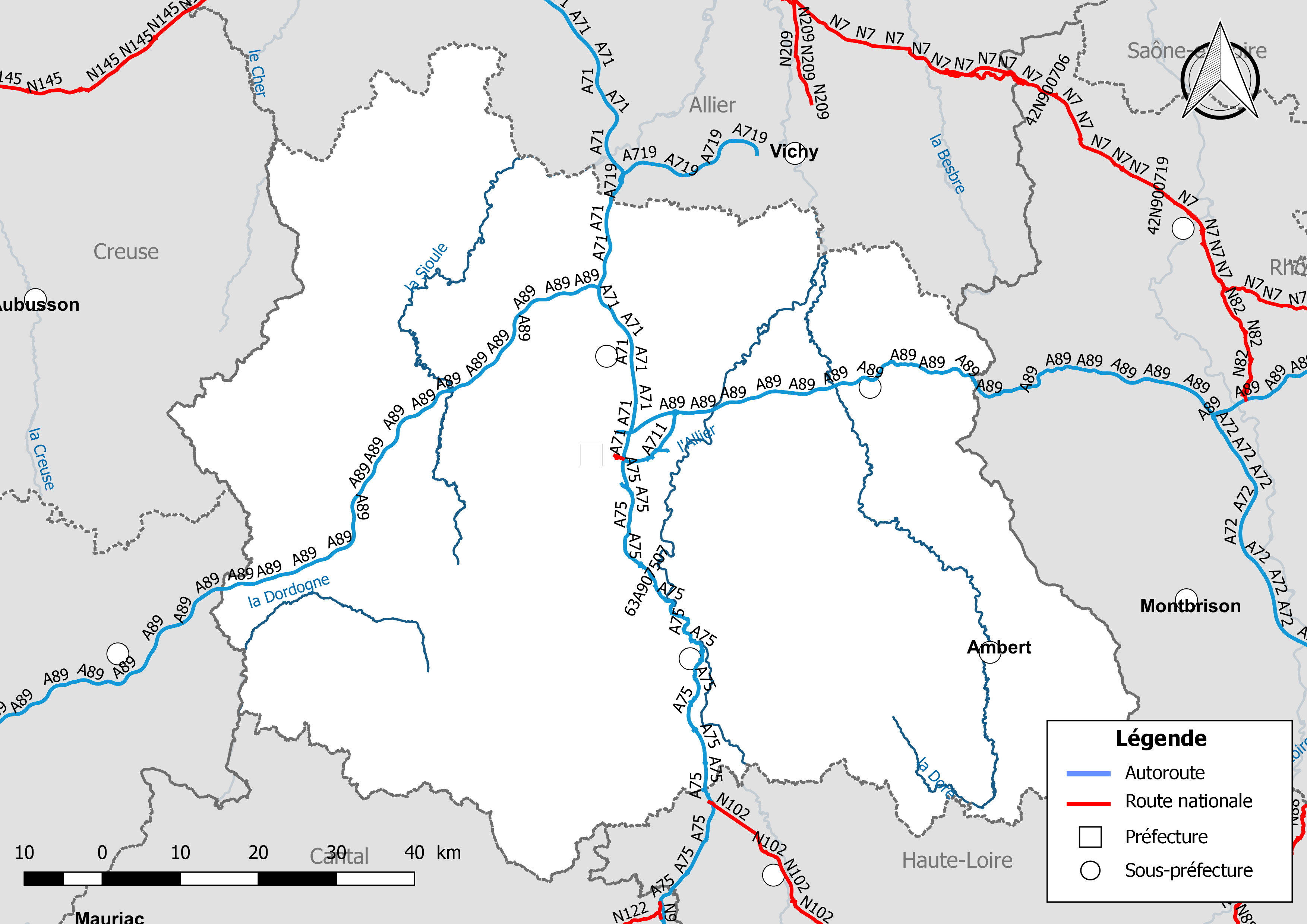
多姆山省公路网

多姆山省公路网是法国多姆山省境内公路设施的统称。截止2021年2月，多姆山省境内共有高速公路217公里，省道7120公里以及其它公路13613公里。

## 历史
多姆山省的第一条公路出现于18世纪末，最初仅供马车行驶，工业革命后开始出现机动车辆。1930年，多姆山省境内的公路系统进行了统一编号。1972年和2006年，法国的国道系统两次大规模拆分，其中多姆山省境内的法国国道N89线等改为省道，并重新编号。
|          | 2002  | 2003  | 2004  | 2005  | 2006  | 2007  | 2008  | 2009  | 2010  | 2011  | 2012  | 2013  | 2014  | 2015  | 2016  | 2017  |
| -------- | ----- | ----- | ----- | ----- | ----- | ----- | ----- | ----- | ----- | ----- | ----- | ----- | ----- | ----- | ----- | ----- |
| 高速公路 | 164   | 164   | 165   | 164   | 216   | 217   | 217   | 217   | 217   | 217   | 217   | 217   | 217   | 217   | 217   | 217   |
| 国道     | 224   | 224   | 225   | 17    | 8     | 7     | 1     | 1     | 1     | 1     | 1     | 1     | 1     | 1     | 1     | 1     |
| 省道     | 6991  | 6991  | 6991  | 6967  | 7162  | 7163  | 7258  | 7258  | 7266  | 7265  | 7225  | 7219  | 7217  | 7217  | 7217  | 7210  |
| 其它道路 | 11773 | 11843 | 11959 | 12070 | 12155 | 12316 | 12326 | 12411 | 12559 | 12559 | 13075 | 13223 | 13223 | 13290 | 13472 | 13613 |
| 总计     | 19152 | 19222 | 19340 | 19218 | 19541 | 19703 | 19802 | 19887 | 20043 | 20042 | 20518 | 20660 | 20658 | 20725 | 20907 | 21041 |

## 路网

### 高速公路
- 法国A71号高速公路（多姆山省境内累计全长约35.8公里，共设有4个出入口和3个互通式立交桥）
- 法国A75号高速公路（多姆山省境内累计全长约50.2公里，共设有18个出入口和1个互通式立交桥）
- 法国A89号高速公路（多姆山省境内累计全长约138公里，共设有8个出入口和3个互通式立交桥）（不连续）
- 法国A710号高速公路（多姆山省境内累计全长约1公里，共设有2个互通式立交桥）
- 法国A711号高速公路（多姆山省境内累计全长约10.6公里，共设有2个出入口和3个互通式立交桥）
- 法国A712号高速公路（多姆山省境内累计全长约0.9公里，共设有2个互通式立交桥）

其中，A71和A89两条高速公路有20公里的共线部分，包含了2个出入口和2个互通式立交桥。

### 国道
克莱蒙费朗市区东部的法国A711号高速公路最西段约有1公里路段被命名为法国国道N711线，但事实上该编号并未在实地出现。
此外，多姆山省境内的国道均已改为省道。

### 省道
| 多姆山省干线省道列表 |             |                       | |                       |
| 编号                 | 长度 （km） | 起点 连接线           | 主要途径市镇（斜体字表示该道路距离该市镇政府所在地最近距离超过1公里） | 终点 连接线           |
| D906                 | 93.3        | （阿列省） D906       | 里镇 ↔ 皮纪尧姆 ↔ 帕斯利耶尔 ↔ 蒂耶尔 ↔ 佩沙杜瓦尔 ↔ 多尔河畔内龙德 ↔ 库尔皮耶尔 ↔ 索维亚/欧热罗勒 ↔ 奥利耶尔格 ↔ 马拉 ↔ 韦尔托莱 ↔ 若布 ↔ 昂贝尔 ↔ 圣费雷奥勒代科特 ↔ 尚佩蒂耶尔 ↔ 利夫拉杜瓦地区马尔萨克 ↔ 阿尔朗 ↔ 多尔教堂镇 | （上卢瓦尔省） D906   |
| D922                 | 31.9        | 拉克耶 D2089          | 拉克耶 ↔ 奥弗涅地区圣索沃 ↔ 托沃 ↔ 巴尼奥勒 ↔ 特雷穆耶圣卢 | （康塔尔省） D922     |
| D941                 | 54.3        | 克莱蒙费朗 丰耶沃街   | 克莱蒙费朗 ↔ 迪尔托勒 ↔ 奥尔西讷 ↔ 圣乌尔 ↔ 蓬日博 ↔ 布罗蒙-拉莫特 ↔ 拉古泰勒 ↔ 蓬托米尔 ↔ 孔布拉耶 ↔ 孔布拉耶地区孔达 ↔ 圣阿维 | （克勒兹省） D941     |
| D942                 | 12.4        | 奥尔西讷 D941         | 奥尔西讷 ↔ 圣热讷尚帕内勒 ↔ 内布扎/奥尔比 | 内布扎/奥尔比 D2089   |
| D943                 | 27.9        | 克莱蒙费朗 罗斯福大街 | 克莱蒙费朗 ↔ 沙马利耶尔 ↔ 迪尔托勒 ↔ 诺阿南 ↔ 萨雅 ↔ 沙纳拉穆泰尔 ↔ 沃尔维克 ↔ 圣乌尔 | 圣乌尔 D941           |
| D987                 | 106         | （阿列省） D998       | 塞尔旺 ↔ 穆勒耶 ↔ 圣埃卢瓦莱米讷/默纳/尤镇/新教堂镇 ↔ 泰耶 ↔ 圣克里斯蒂娜/古蒂耶尔 ↔ 奥弗涅地区圣热尔韦 ↔ 圣普列代尚 ↔ 米尔蒙/朗多涅 ↔ 蓬托米尔 ↔ 孔布拉耶 ↔ 皮圣居尔米耶 ↔ 索瓦尼亚 ↔ 埃尔芒 ↔ 埃尔芒附近圣日耳曼 ↔ 拉斯蒂克 ↔ 拉斯蒂克堡 ↔ 梅塞 ↔ 阿韦兹 ↔ 托沃                                                                                                   | 托沃 D922             |
| D996                 | 147         | 奥弗涅地区圣索沃 D33  | 奥弗涅地区圣索沃 ↔ 拉布尔布勒 ↔ 蒙多尔 ↔ 滨湖尚邦 ↔ 米罗勒 ↔ 圣内克泰尔 ↔ 韦里耶尔 ↔ 格朗代罗勒 ↔ 蒙泰居勒布朗 ↔ 尚佩 ↔ 内谢尔 ↔ 希德拉克 ↔ 普拉迪讷 ↔ 佩里耶尔 ↔ 伊苏瓦尔 ↔ 帕朗蒂尼亚 ↔ 于松附近瓦雷讷 ↔ 于松 ↔ 索克西扬日 ↔ 叙热尔 ↔ 布鲁斯 ↔ 欧泽勒 ↔ 坎亚 ↔ 圣阿芒罗什萨维讷 ↔ 勒莫内斯捷 ↔ 圣费雷奥勒代科特 ↔ 昂贝尔 ↔ 圣马丁代索尔姆 ↔ 格朗德里夫 ↔ 圣昂泰姆 | （卢瓦尔省） D496     |
| D998                 | 9.1         | （阿列省） D998       | 迪尔米尼亚 ↔ 拉佩鲁斯 | （阿列省） D998       |
| D1093                | 35.7        | 蓬迪沙托 D2089        | 蓬迪沙托 ↔ 莱马特尔达蒂耶尔 ↔ 若兹 ↔ 马兰格 ↔ 圣安德烈勒科克 ↔ 圣但尼孔巴尔纳扎 ↔ 朗当 ↔ 圣西尔韦斯特-普拉古兰 | （阿列省） D1093      |
| D2009                | 34          | 克莱蒙费朗 D2089      | 克莱蒙费朗 ↔ 塞巴扎 ↔ 沙托盖 ↔ 梅内特罗勒 ↔ 里永 ↔ 里永附近圣博内/佩萨新城/莫尔日河畔尚巴龙 ↔ 勒谢 ↔ 欧比亚 ↔ 艾格佩尔斯 ↔ 蒙庞西伊 ↔ 旺萨 ↔ 圣热讷迪雷 | （阿列省） D2009      |
| D2029                | 4.3         | 里永 D2009            | 里永 ↔ 梅内特罗勒 | 里永/梅内特罗勒 D2009 |
| D2089 （西段）       | 76          | （科雷兹省） N89      | 拉斯蒂克堡 ↔ 圣叙尔皮斯 ↔ 圣朱利安拉韦兹山镇 ↔ 拉克耶 ↔ 佩尔珀扎 ↔ 罗什福尔山镇 ↔ 圣皮埃尔罗什 ↔ 奥尔比 ↔ 内布扎 ↔ 欧里耶尔 ↔ 艾达 ↔ 圣热讷尚帕内勒 ↔ 沙诺纳 ↔ 罗马尼亚 ↔ 塞拉 ↔ 博蒙 ↔ 欧比耶尔 ↔ 克莱蒙费朗 | 克莱蒙费朗            |
| D2089 （东段）       | 48.8        | 朗德/蓬迪沙托         | 朗德 ↔ 蓬迪沙托 ↔ 韦尔泰宗 ↔ 博勒加尔莱韦克 ↔ 塞沙勒 ↔ 勒祖 ↔ 圣让德尔 ↔ 佩沙杜瓦尔 ↔ 蒂耶尔 ↔ 拉莫讷里勒蒙泰勒 ↔ 迪罗勒河畔塞勒 ↔ 沙布勒洛什 | （卢瓦尔省） D1089    |
| D2144                | 55.2        | 里永 D2009            | 里永 ↔ 里永附近圣博内 ↔ 达瓦雅 ↔ 日莫 ↔ 博勒加尔旺东 ↔ 孔布龙德 ↔ 蒙塞勒/雅兹朗 ↔ 尚镇 ↔ 圣伊莱尔拉克鲁瓦 ↔ 圣帕尔杜 ↔ 普佐勒/圣雷米德布洛 ↔ 默纳 ↔ 圣埃卢瓦莱米讷 ↔ 蒙泰居 ↔ 拉克卢济耶 ↔ 阿尔莱法韦 | （阿列省） D2144      |
|                      |             |                       | |                       |

## 主要城市公路网
| 多姆山省主要城市的公路 |                                                          |
| 城市                   | 途径公路                                                 |
| 克莱蒙费朗             | N711 D54 D210 D711 D722A D765 D766 D941 D943 D2009 D2089 |
| 昂贝尔                 | D38 D65 D66 D67 D906 D996                                |
| 伊苏瓦尔               | D9 D32 D713 D716 D996                                    |
| 里永                   | D6 D78 D224 D227 D446 D2009 D2029 D2144                  |
| 蒂耶尔                 | D44 D45 D94C D102 D201 D320 D400 D906 D2089              |